# Bıçakcılar, Yusufeli
Bıçakçılar là một xã thuộc huyện Yusufeli, tỉnh Artvin, Thổ Nhĩ Kỳ. Dân số thời điểm năm 2010 là 612 người.